# الدوري اليوناني 2008–09
الدوري اليوناني لكرة القدم 2008-09 (باليونانية: Σούπερ Λίγκα 2008–09)‏ هو موسم من الدوري اليوناني لكرة القدم. أقيم خلال الفترة 30 أغسطس 2008 وحتى 31 مايو 2009، وأشرف على تنظيمه الاتحاد الإغريقي لكرة القدم، وكان عدد الأندية المشاركة فيه  16، وفاز فيه نادي أولمبياكوس.